# Ghilarovus hispanicus
Ghilarovus hispanicus är en kvalsterart som beskrevs av Subías och Pérez-Íñigo 1977. Ghilarovus hispanicus ingår i släktet Ghilarovus och familjen Zetomotrichidae.

## Underarter
Arten delas in i följande underarter:
- G. h. hispanicus
- G. h. guadarramicus